# Arizona Complex League
Arizona Complex League (ACL) är en professionell basebolliga. Den är en farmarliga till Major League Baseball (MLB), på den femte och lägsta nivån (Rookie) inom Minor League Baseball (MiLB).
Ligan består av 18 klubbar, vilka ligger i Phoenix-området i Arizona. Klubbarna i ligan är inte uppkallade efter staden de spelar i utan namnet består av moderklubbens smeknamn föregått av prefixet "ACL" eller "Arizona Complex League". I de fall samma moderklubb har mer än en klubb i ligan lägger man till ett suffix som ofta är en färg, till exempel "Blue" eller "Gold". Alla klubbarna i ligan använder samma arena som respektive moderklubb använder under försäsongsträningen (spring training) eller en närliggande träningsplan. Några av klubbarna delar arena med klubbarna i Arizona Fall League. Rookie-ligorna är numera de enda ligorna i MiLB som spelar en förkortad säsong och även de enda ligorna där klubbar i MLB kan ha mer än en farmarklubb.
Den mest framgångsrika klubben genom tiderna är ACL Athletics med sex ligatitlar.

## Historia

Ligans tidigare logotyp.

Ligan grundades 1988, och samma år spelades den första säsongen. Då hette ligan Arizona League och bestod av fyra klubbar. Spelschemat varade under den första säsongen från den 23 juni till den 31 augusti. Matcherna spelades på förmiddagarna för att inte konkurrera med den högre farmarklubben Phoenix Firebirds i Pacific Coast League (Triple-A).
Till 1992 hade antalet klubbar i ligan ökat till åtta, men tre år senare hade det sjunkit till sex. 1996 började en farmarklubb till Arizona Diamondbacks att spela i ligan, två år före det att Diamondbacks, hemmahörande i Phoenix, började spela i MLB. Intresset var stort för den nya farmarklubben och över 6 000 åskådare kom till premiärmatchen, i en liga som normalt hade färre än 100 åskådare per match. På plats var bland andra Diamondbacks första huvudtränare Buck Showalter.
Under tre säsonger, 1998–2000, spelade en klubb i ligan som inte var knuten till en MLB-klubb utan bestod av unga spelare från Liga Mexicana de Béisbol. Under den sista av dessa säsonger bestod ligan av nio klubbar, men året efter minskades antalet till sju när flera klubbar som spelat i Tucson drog sig ur på grund av de många resorna till Phoenix.
Från början av 2000-talet växte ligan stadigt. 2003 fanns det nio klubbar och 2009 fanns det elva. Två år senare hade antalet vuxit till 13 och 2015 till 14. 2017 bestod ligan för första gången av 15 klubbar och 2018 av 18 klubbar. 2019, som blev sista säsongen då ligan spelade under namnet Arizona League, fanns det hela 21 klubbar.
Hela 2020 års säsong av MiLB, inklusive Arizona League, ställdes in på grund av covid-19-pandemin. I februari 2021 genomförde MLB en stor omorganisation av MiLB som bland annat innebar att de gamla liganamnen ersattes av nya. För Arizona Leagues del innebar omorganisationen att ligan fick namnet Arizona Complex League. Samtidigt minskade antalet klubbar i ligan till 18.

## Klubbar
Arizona Complex League består av 18 klubbar, som är indelade i tre divisioner:
| Klubb                  | Stad           | Moderklubb           |
| East Division          | East Division  | East Division        |
| ---------------------- | -------------- | -------------------- |
| ACL Angels             | Tempe, AZ      | Los Angeles Angels   |
| ACL Diamondbacks Black | Scottsdale, AZ | Arizona Diamondbacks |
| ACL Diamondbacks Red   | Scottsdale, AZ | Arizona Diamondbacks |
| ACL Giants Black       | Scottsdale, AZ | San Francisco Giants |
| ACL Giants Orange      | Scottsdale, AZ | San Francisco Giants |
| ACL Rockies            | Scottsdale, AZ | Colorado Rockies     |
| Central Division       |                |                      |
| ACL Athletics          | Mesa, AZ       | Oakland Athletics    |
| ACL Brewers Blue       | Phoenix, AZ    | Milwaukee Brewers    |
| ACL Brewers Gold       | Phoenix, AZ    | Milwaukee Brewers    |
| ACL Cubs               | Mesa, AZ       | Chicago Cubs         |
| ACL Guardians          | Goodyear, AZ   | Cleveland Guardians  |
| ACL Reds               | Goodyear, AZ   | Cincinnati Reds      |
| West Division          |                |                      |
| ACL Dodgers            | Phoenix, AZ    | Los Angeles Dodgers  |
| ACL Mariners           | Peoria, AZ     | Seattle Mariners     |
| ACL Padres             | Peoria, AZ     | San Diego Padres     |
| ACL Rangers            | Surprise, AZ   | Texas Rangers        |
| ACL Royals             | Surprise, AZ   | Kansas City Royals   |
| ACL White Sox          | Phoenix, AZ    | Chicago White Sox    |

## Spelformat
Grundserien består av 55 matcher och varar från början av juni till slutet av augusti. Matcherna spelas måndagar till tisdagar och torsdagar till lördagar med speluppehåll på onsdagar och söndagar. Klubbarna spelar oftare mot klubbarna i samma division än mot klubbarna i de andra divisionerna.
Till slutspel går vinnarna av de tre divisionerna och den bästa tvåan (så kallad wild card), alltså totalt fyra klubbar. I semifinalerna möts klubben som var bäst under grundserien och klubben som var fjärde bäst respektive klubben som var näst bäst och klubben som var tredje bäst (oberoende av vilka klubbar som var divisionsvinnare och vilken som var wild card) i en enda avgörande match. Finalen spelas i ett bäst-av-tre-format.